# Hachnasat orchim
Hachnasat orchim (hebr. ‏הַכְנָסַת אוֹרְחִים‎, jid. ‏הכנסת־אורחים‎ hachnoses-orchim, dosł. „gościnność”) – judaistyczny nakaz udzielania gościny podróżnym, zwłaszcza w szabat i dni świąteczne.
Obyczaj ten wywodzony jest tradycyjnie od Abrahama, którego namiot miał cztery wejścia, tak aby każdy przechodzień czuł się zaproszony. Ponadto raz Abraham przerwał rozmowę z Bogiem i zaproponował gościnę trzem aniołom, których wziął za strudzonych podróżnych (Rdz 18), uznając gościnność za ważniejszą nawet od obcowania z Bogiem. W Biblii jest też wiele innych przykładów podobnego zachowania.
Przyjezdnych potrzebujących pomocy wyszukiwał podczas modłów w synagodze gabaj, który znał wszystkich członków gminy. Gdy dostrzegł on nieznajomego, pytał go o imię, miejsce pochodzenia i zawód, a następnie trzykrotnie uderzał w pulpit na bimie, aby dać sygnał członkom gminy o obecności osoby, która nie ma gdzie spędzić szabatu czy święta. Wówczas ktoś spośród nich zabierał gościa do siebie, spełniając w ten sposób dobry uczynek (micwę).
W Polsce sama instytucja przyjmowania gości funkcjonowała już w średniowieczu, a z czasem, w celu wypełnienia nakazu pomocy przyjezdnym, przekształciła się ona w organizacje charytatywne tworzone w gminach żydowskich; często zwane były one Hachnasat Orchim, niekiedy nosiły też inne nazwy, jak np. Pas Leorchim (dosł. „Kromka chleba dla gości”) w Lublinie. W siedzibach takich towarzystw można było m.in. dostać jedzenie czy się pomodlić. Wspierały one również osoby ubogie, jak i żydowskich więźniów.